# فرودگاه مریت
فرودگاه مریت (به انگلیسی: Merritt Airport) (به زبان بومی: Saunders Field) یک فرودگاه همگانی با کد یاتا YMB است که یک باند فرود آسفالت دارد و طول باند آن ۱۲۱۹ متر است. این فرودگاه در کشور کانادا قرار دارد و در ارتفاع ۶۳۴ متری از سطح دریا واقع شده‌است.